# Catedral del Sagrado Corazón de Jesús (Kota Kinabalu)
La Catedral del Sagrado Corazón de Jesús es la iglesia catedral de la arquidiócesis de Kota Kinabalu que está situada como su nombre lo indica en la ciudad de Kota Kinabalu, en el país asiático de Malasia. La misión del Sagrado Corazón fue fundada en 1903. La iglesia del Sagrado Corazón de Jesús fue elevada a la categoría de catedral en 1976 con la bula Quoniam Deo Favente del Papa Pablo VI, al mismo tiempo que se creaba la diócesis de Kota Kinabalu. 